# 芙蓉糕
芙蓉糕，一道安徽小吃，屬糕點類，為滿漢全席第六宴席中之一道菜。因外型、顏色與芙蓉花相似，而得此稱。於徽州，當地風俗習慣於農曆年前後用此來招待貴客嘉賓。

## 作法
用糯米粉，做成米糕，切片，再用油炸，拌和白糖、飴糖精制而成。因工序相當繁雜，若非經驗老道之廚師製作，通常難以發揮其原味，故只有少數廠家生產此一糕點。

## 外部連結
- 芙蓉糕－安徽美食[永久]